# 爪哇莲花青螺
爪哇莲花青螺（学名：Lottia javanica），是原始腹足目莲花青螺科莲花青螺属的一种。主要分布于台湾，常栖息在潮间带岩礁。